# Sulfacetamida
Sulfacetamida es un antibiótico derivado de la Sulfonamida.

## Usos
La sulfacetamida, loción tópica al 10%, se vende bajo el nombre de varias marcas, está aprobado para el tratamiento del acné y dermatitis seborreica. Cuando es combinada con azufre, se vende bajo las marcas de La Santé®, Clenia, Prascion, Bassa Sebonil y Avar, las cuales contienen 10% sulfacetamida y 5% azufre.
La sulfacetamida ha sido investigada para ser usada para el tratamiento de la pitiriasis versicolor y la rosácea. También tiene propiedades antiinflamatorias cuando se usa para tratar la blefaritis o la conjuntivitis.[cita requerida] Se cree que sirve para limitar la cantidad de ácido fólico, el cual necesita la bacteria para sobrevivir. También se ha sugerido que la sulfacetamicida sirve como tratamiento contra formas leves de hidradenitis supurativa.[cita requerida] La sulfacetamida efectúa una actividad antibacterial y se usa para el control del acné. Productos que contienen sulfacetamida y azufre (los queratolíticos) son frecuentemente promovidos para el tratamiento de la rosácea con acné (rosácea con pápulas, pústulas, o ambas). Hay varios productos tópicos con prescripciones que contienen sulfacetamida, como espumas, shampoos, cremas y limpiadores. 
Algunas investigaciones indican que los derivados de la sulfacetamida pueden trabajar como antihongos por un mecanismo independiente tipo CYP51A1.
Suele usarse en combinación con la prednisolona.

## Efectos adversos
Los efectos secundarios más comunes de la combinación de productos de sulfacetamida/azufre son irritaciones menores y dermatitis de contacto. La sulfacetamida no debe ser usada en lo posible por personas que padezcan hipersensibilidad con el azufre o con la sulfamida. 